# Hồ Đồng Nai 3
Hồ Đồng Nai 3, còn được gọi là hồ Tà Đùng, là một hồ nhân tạo nằm trong Vườn quốc gia Tà Đùng, thuộc huyện Đắk Glong, tỉnh Đắk Nông. Với diện tích mặt nước là 3.632 ha, bao quanh bởi 47 đảo lớn nhỏ và là nơi sinh sống của nhiều loài chim đặc hữu, hồ Đồng Nai 3 được báo chí mệnh danh là "Vịnh Hạ Long của Tây Nguyên". Bên cạnh vai trò phục vụ thủy điện, điều tiết nước, hồ Đồng Nai 3 còn tạo điều kiện phát triển kinh tế của tỉnh Đắk Nông thông qua phát triển du lịch và phát triển nông ngư nghiệp.

## Lịch sử hình thành
Đây vốn là hồ chứa của công trình thủy điện Đồng Nai 3, thuộc địa phận của 2 xã Đắk Plao và Đắk Som, huyện Đắk Glong, tỉnh Đắk Nông, cách thành phố Gia Nghĩa 48 km. Ban đầu, hồ vốn là một thung lũng ven chân núi Tà Đùng, sau đó do quá trình xây dựng các dự án thủy điện, chặn dòng chảy mà thung lũng này trở thành một lòng hồ có độ sâu trung bình khoảng 20 m, với tổng diện tích mặt nước là 3.632 ha.

## Tự nhiên
Là một thắng cảnh của tỉnh Đắk Nông, với 47 hòn đảo lớn nhỏ, hồ Đồng Nai 3 được mệnh danh là "Vịnh Hạ Long của Tây Nguyên". Từ tháng 7 đến tháng 12, mực nước tại hồ Đồng Nai 3 sẽ dâng cao, tạo nên một màu xanh thẳm đặc trưng cho khu vực này.
Hồ Đồng Nai 3 là nơi sinh sống của nhiều loài chim đặc hữu khác nhau, trong đó có tới một phần tám số chim là chủng loại của Việt Nam, còn lại là chủng loại đặc hữu của thế giới.

## Du lịch
Khi du lịch đến hồ Đồng Nai 3, du khách có thể chọn đi du thuyền trên hồ với giá 100.000 đồng/vé. Mỗi chiếc thuyền máy có thể chở đến khoảng 20 hành khách. Cắm trại cũng là một lựa chọn phổ biến với những du khách du lịch đến khu vực này.
Cuối tháng 6 năm 2022, Sở Văn hóa, Thể thao & Du lịch tỉnh Đắk Nông phối hợp cùng các cơ quan liên quan tổ chức sự kiện "Cao nguyên gió Tà Đùng" và "Giải dù lượn mở rộng Tà Đùng - Đắk Nông". Sư kiện bao gồm cuộc thi dù lượn và biểu diễn dù lượn có động cơ, quy tụ hơn 100 vận động viên trên toàn quốc tham gia tranh tài, thu hút hàng nghìn du khách đến tham quan dịp này.

## Hoạt động kinh tế
Bên cạnh vai trò phục vụ thủy điện, hồ Đồng Nai 3 còn tạo điều kiện phát triển kinh tế của tỉnh Đắk Nông, vừa tạo sinh kế cho người dân trong vùng phát triển nông ngư nghiệp, đánh bắt các nguồn lợi thủy hải sản như tôm, cá. Việc điều tiết hệ thống nguồn nước đều đặn cũng giúp cho quá trình tưới tiêu cho nông nghiệp của người dân quanh vùng được thuận tiện hơn.
Trên hồ Đồng Nai 3 hiện có 1 làng chài 23 hộ dân, với 56 nhân khẩu sinh sống, phần lớn là dân di cư. Họ sống trên các lồng bè ở lòng hồ và mưu sinh dựa vào việc đánh bắt các nguồn thủy sản.

## Sai phạm
Đầu năm 2022, trong quá trình khảo sát du lịch tại khu vực hồ Đồng Nai 3, đoàn công tác liên ngành tỉnh Đắk Nông phát hiện nhiều thuyền chở khách du lịch không đủ điều kiện hoạt động. Qua kiểm tra, đoàn công tác ra quyết định xử lý đối với các công ty vi phạm, yêu cầu các doanh nghiệp bị xử lý cam kết không tái sử dụng những phương tiện chưa đủ điều kiện theo quy định.
Với tiềm năng du lịch lớn, hồ Đồng Nai 3 đã thu hút rất nhiều cá nhân và tổ chức đến đầu tư đất đai, tạo điều kiện cho việc phân lô bán nền, đẩy giá đất lên cao. Bên cạnh đó, việc lấn chiếm đất xây dựng công trình xung quanh khu vực hồ cũng là một vấn nạn khó giải quyết, kéo dài trong nhiều năm. Vào tháng 9 năm 2022, Tỉnh ủy Đắk Nông yêu cầu xem xét xử lý nhiều lãnh đạo huyện Đắk Glong có liên quan đến sai phạm xây dựng trái phép công trình quanh hồ Đồng Nai 3.